# Apatura modesta
Apatura modesta är en fjärilsart som beskrevs av Charles Oberthür 1906. Apatura modesta ingår i släktet Apatura och familjen praktfjärilar. Inga underarter finns listade i Catalogue of Life.